# 米耶明
米耶明（德語：Mieming，發音：[ˈmiə̯mɪŋ] ⓘ）是奥地利蒂罗尔州伊姆斯特县的一个市镇。总面积50.39平方公里，总人口3113人，人口密度61.8人/平方公里（2005年）。